# Các vụ đánh bom Ankara 2015
Ngày 10 tháng 10 năm 2015 lúc 10:04 giờ địa phương (EEST), hai quả bom phát nổ ở Ankara, thủ đô của Thổ Nhĩ Kỳ, bên ngoài lối vào nhà ga Ankara, giết chết hơn 105 người và làm bị thương hơn 400 người khác.
Vụ nổ bom được cho là nhắm vào một cuộc mít tinh đòi hòa bình ở thủ đô Ankara, do các nhóm tranh đấu tả khuynh và dân thiểu số Kurd tổ chức. Người biểu tình biểu thị sự bất mãn về xung đột leo thang giữa Nhà nước Thổ Nhĩ Kỳ và phe ly khai người Kurd vốn được Đảng Dân chủ Nhân dân (HDP) ủng hộ. Sự cố này xảy ra 21 ngày trước cuộc tổng tuyển cử 2015 vào ngày 1 tháng 11.
Đây được xem là vụ đánh bom đẫm máu nhất trong lịch sử hiện đại ở Thổ Nhĩ Kỳ. Báo The Guardian dẫn nguồn tin từ Hiệp Hội Y tế Thổ Nhĩ Kỳ nói có ít nhất 105 người thiệt mạng và 400 bị thương. Đảng Công lý và Phát triển (AKP) cầm quyền và các nhóm đối lập gồm Đảng Nhân dân Cộng hòa và Đảng Phong trào Dân tộc đã lên án mạnh mẽ vụ đánh bom và gọi đó là hành vi gây chia rẽ đất nước. Trong khi đó, đảng tả khuynh HDP tố cáo nhà nước Thổ Nhĩ Kỳ đã dàn xếp vụ tấn công này và cáo buộc chính phủ và Tổng thống Recep Tayyip Erdogan là mối nguy hại lớn cho hòa bình và an ninh của đất nước. Cho đến nay vẫn chưa có tổ chức nào đứng ra nhận trách nhiệm về vụ đánh bom.